# Kasteel Caestert

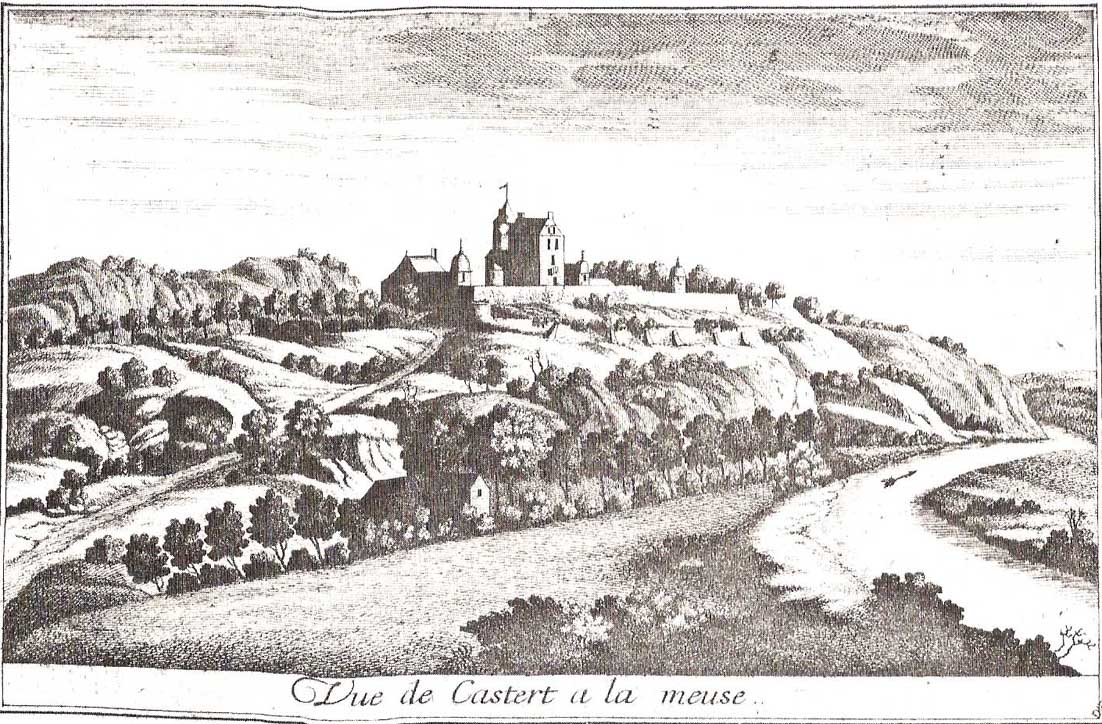
Kasteel Caestert omstreeks 1750

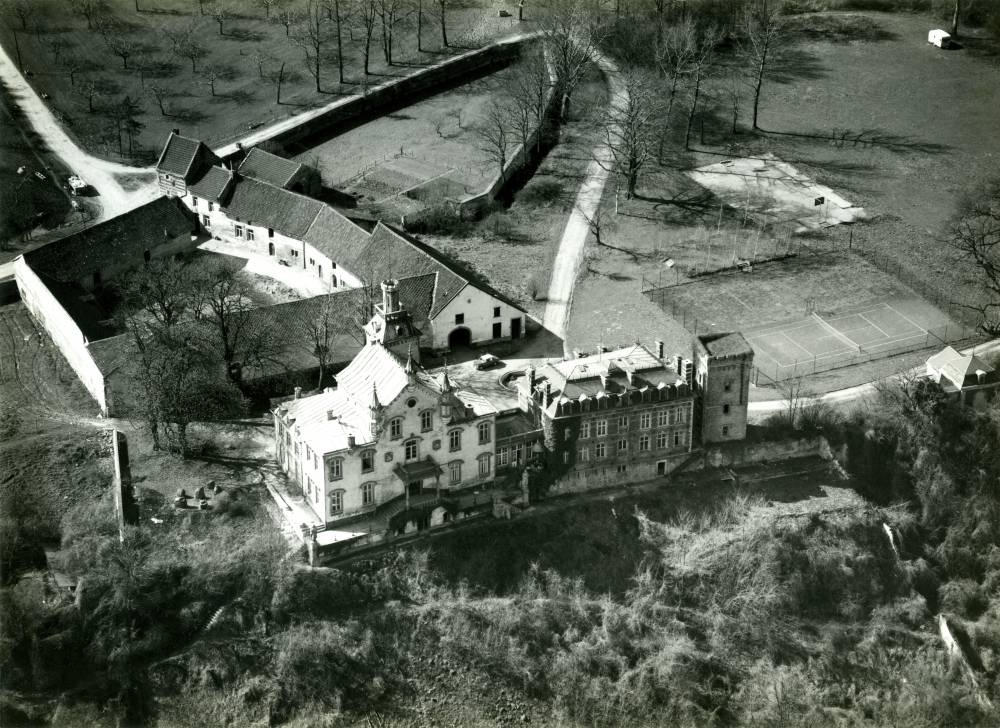
Luchtfoto uit 1965

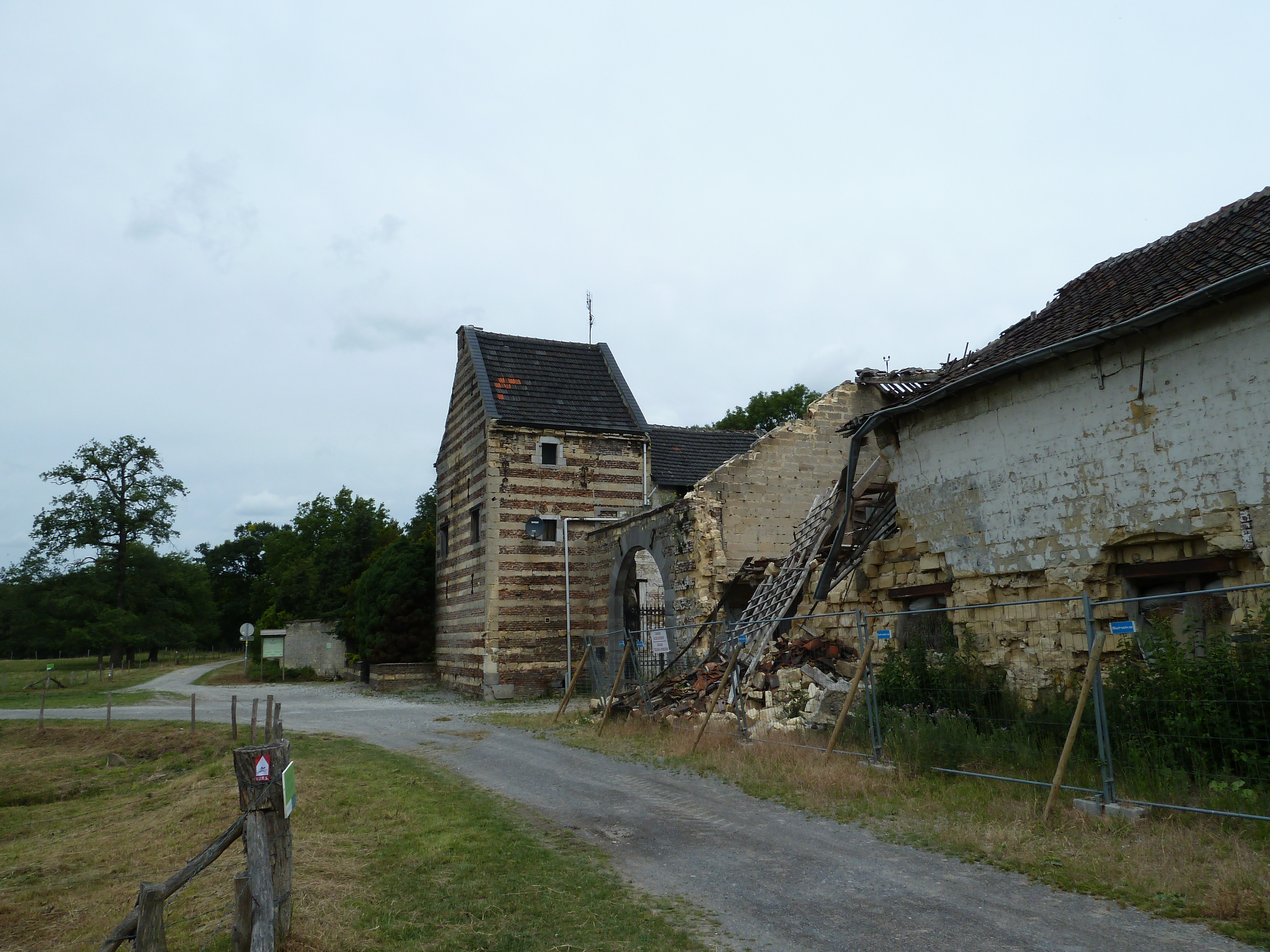
Vervallen kasteelhoeve in 2011

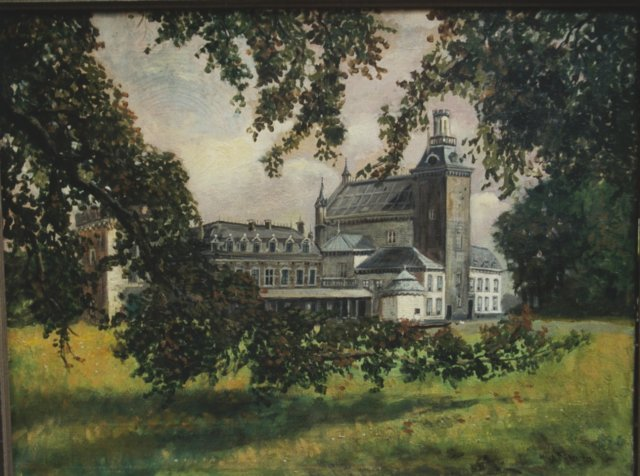
Schilderij van Kasteel Caestert gemaakt door C. Dijkman

Kasteel Caestert was een kasteel gelegen op het Plateau van Caestert in de Belgische provincie Luik ten zuiden van Maastricht.

## Ligging
Het kasteel lag op zo'n 250 meter ten zuiden van de grens met Nederland en op zo'n 100 meter ten oosten van de grens met de provincie Limburg. Het stond boven op de rotsen bij Klein-Ternaaien in het beschermde gebied van Thier de Caster. Aan de oostzijde keek men uit over de Maas, aan de westzijde bevond zich de thans nog in zeer vervallen staat verkerende hoeve Caestert. Het kasteel lag aan het eind van de Caestertweg en bij de Rue de Caster. In de ondergrond bij het kasteel liggen meerdere gangenstelsels die door blokbrekers werden ontgonnen, waaronder de groeves Caestert, Grafkelder van Caestert, Kasteelgroeve (deels onder het kasteel), Ternaaien-Boven, Ternaaien-Midden en Ternaaien-Beneden. Ook ligt ten zuiden van het verdwenen kasteel de voormalige dagbouwgroeve de Verloren Vallei.

## Geschiedenis
De naam Caestert verwijst naar het Latijnse castra dat legerplaats betekent en hier gelegen zou moeten hebben in de Romeinse tijd. Vanaf hier had men een mooi uitzicht over het Maasdal. Archeologen hebben in de omgeving restanten van een houten palissade uit ca 31 v.Chr. gevonden.
Uit de eerste helft van de 12e eeuw dateren de eerste schriftelijke vermeldingen van deze berghelling als Castra of Castris. In 1126 stelde de bisschop Albero van Luik grond beschikbaar aan de priester Bovo om op die plek een kapel te stichten gewijd aan Maria Magdalena. Het terrein dat verkregen werd betrof het gebied van op de heuvel tot midden in de Maas.
In 1130 werd de kapel door bisschop Alexander van Gulik overgedragen aan de kanunniken van Neufmoustier bij Hoei. Bovo mocht voor zichzelf houden wat hij nodig had en een jaar later werd het terreinoppervlak uitgebreid. In 1169 kreeg Bovo toestemming van het Sint-Pauluskapittel in Luik om tiendvrij op het omliggende terrein zijn vee te laten grazen. In 1179 werd de kerk voor het laatst genoemd als bevestiging door de paus dat Neufmoustier onder andere de kerk van Caestert bezat. Sindsdien is er niets meer van deze kerk of kluis bekend.
Zowel in 1376 als in 1397 werd een Vrede van Caestert gesloten tussen de prinsbisschop van Luik en de burgers van die stad. Of er toen al een kasteel met die naam bestond is onduidelijk.
In 1424 droeg de heer van Emael, Bertrand van Liers, zijn huis d'Enchaster over aan de Sint-Jacobsabdij in Luik. Daarbij hoorden ook 82 bunder land. De tegenprestatie die de heer hiervoor kreeg was dat de monniken voor de zielerust van de schenker missen lazen. Hierbij is het de vraag of dit de oudere Maria Magdalenakapel was, of een nieuwer gebouw.
De sluitsteen boven de poort van de hoeve geeft 1686 aan, wat overeenkomt met de bouwstijl: Maaslandse renaissance. Het kasteel zelf is zijn meest recente vorm 18e-eeuws, gebouwd in opdracht van de abten van de Paulusabdij.
Tijdens het Franse bewind werd het kasteel door de overheid in beslag genomen en in 1798 openbaar verkocht aan de welgestelde weduwe Maria Helena Barbara Veugen-Lousberg. Daarna kwam het in handen van verschillende families, waaronder Vischers, De Brouckère, Reyntjens, Hynderick de Theulegoet en Van Ryckevorsel-Kervyn. In 1831 en 1832 werd bij de afscheiding van België gevochten om het kasteel.
In de 19e eeuw werd ernaast een watertoren gebouwd. In 1888 liet de eigenaar tussen het oorspronkelijke kasteel en de watertoren een nieuw herenhuis bouwen. Destijds stond aan de rand van het bos een kapel, de Kapel van Caestert.
Op 25 oktober 1966 stortte de toren van het kasteel in, dat toen eigendom was van de Belgische cementonderneming CBR. Kort daarop schoven bulldozers de restanten van de toren en het aangrenzend kasteel van de helling. Het later aangebouwde herenhuis, de watertoren, de kapel en de kasteelhoeve overleefden deze aanslag slechts korte tijd. In januari 1972 verkreeg het cementbedrijf vergunning om ook het herenhuis te slopen, maar deze werken werden stopgezet op last van de Belgische archeologische dienst. In maart 1972 ontstond echter brand in het complex, zodat het alsnog gesloopt kon worden.
Anno 2021 stond slechts een restant van Hoeve Caestert overeind. De staat van het gebouw was in de jaren daarvoor steeds slechter geworden. Na een hevige brand op 1 april 2013, stortte het dak en een deel van de gevel in. Vanaf 2016 is de Waalse overheid bezig de hoeve te herstellen en om te vormen in een bezoekerscentrum.

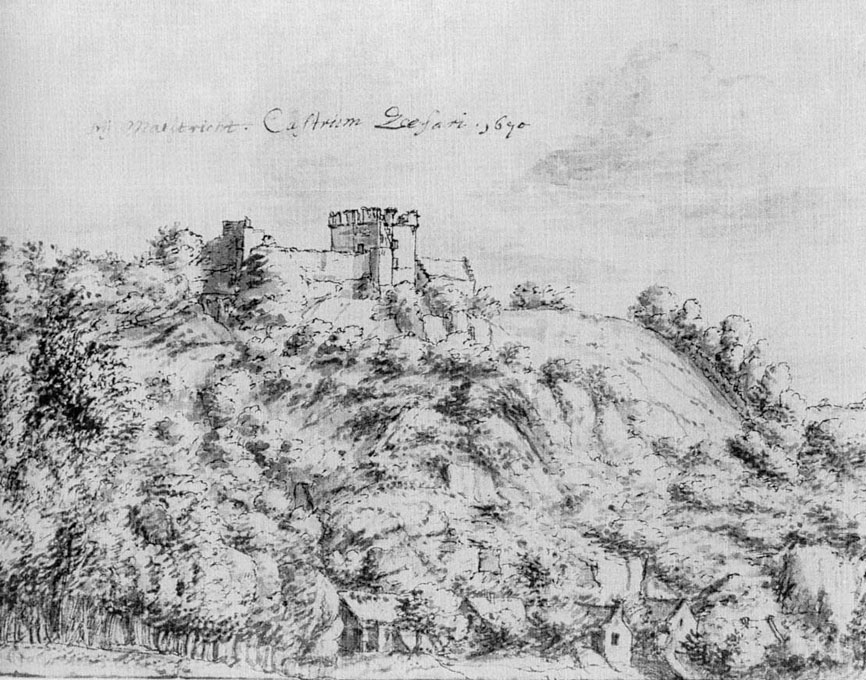
Josua de Grave (1670)
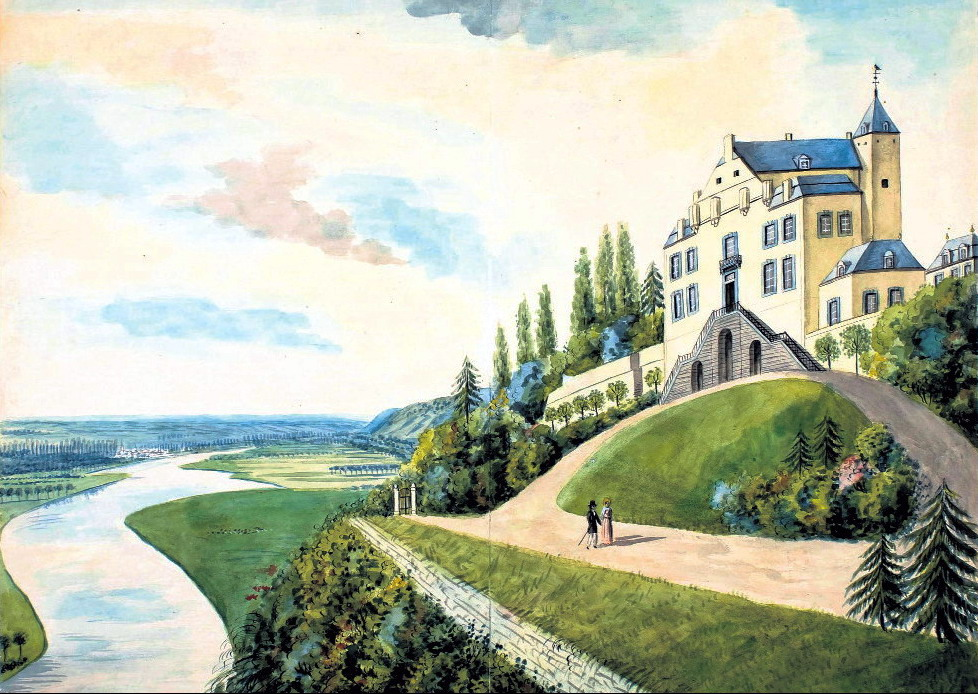
Ph. v. Gulpen (1848)
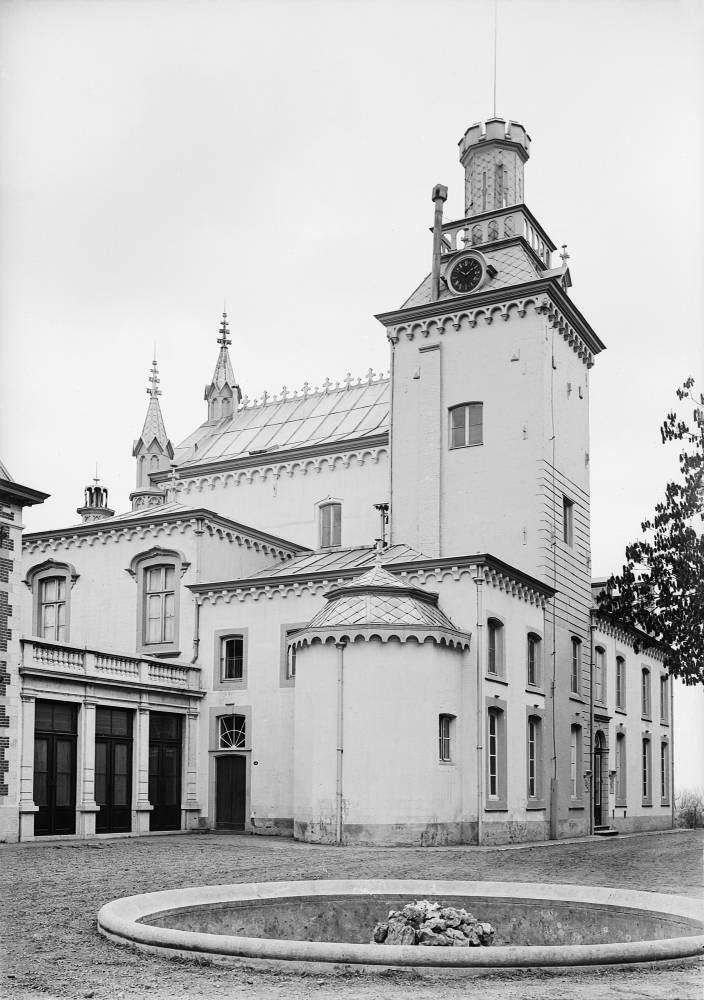
Westzijde (1893)
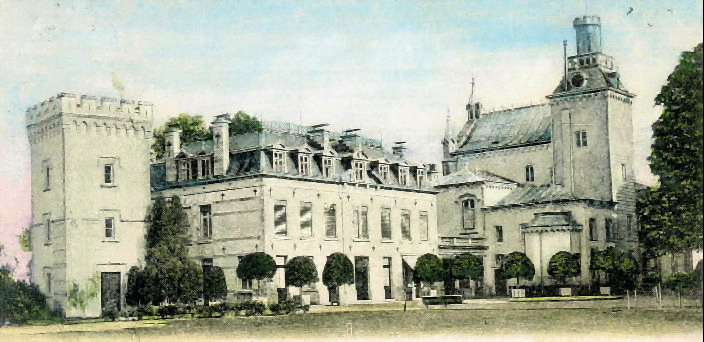
Westzijde (1900)